# همن سیدی
هِمن سیدی (به کردی: هێمن سه‌یدی، Hêmn Seyêdî)، فعال رسانه‌ایِ کُرد اهل مهاباد است که به‌عنوان تحلیلگر سیاسی در چند رسانهٔ فارسی و کُردی به تحلیل مسائل خاورمیانه می‌پردازد. او پیشتر، تا سال ۲۰۰۹، عضو حزب دموکرات کردستان (حدک) بود.

## فعالیت سیاسی
همن سیدی قبل از خارج شدن از ایران، به عنوان عضو حزب دموکرات در شهر مهاباد فعالیت داشت. بعد از خارج شدن از ایران و ملحق شدن به تشکیلات آشکار حزب دموکرات، در رادیو و روزنامه حزب دموکرات به فعالیت پرداخت. وی در اکثر مصاحبه‌های تلویزیونی خود، مدافع حقوق کردها است.